# Orca Ulisses

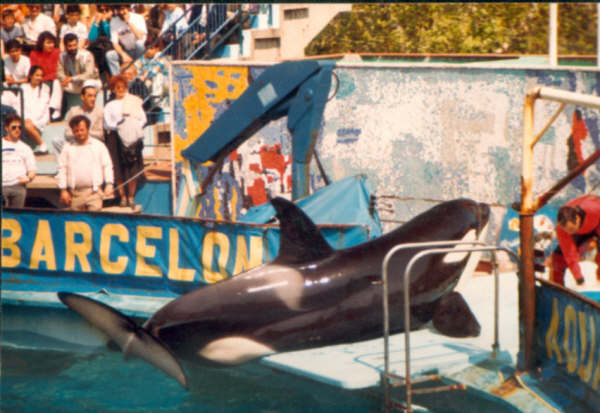
L'orca Ulisses a l'Aquarama del Zoo de Barcelona

L'orca Ulisses (1978), anomenada també Uli o Big Dog, és una orca mascle que va néixer en llibertat i va ser capturada el 19 de novembre de 1980 a Islàndia. Durant més de 10 anys fou un dels animals més coneguts i populars del Zoo de Barcelona. Actualment es troba al SeaWorld San Diego (Estats Units).

## Biografia
Ulisses va arribar al Zoo de Barcelona el juliol de 1983 procedent del parc Rioleón Safari (El Vendrell) a l'edat de 4 anys i ràpidament es va convertir en l'estrella del zoològic barceloní junt amb en Floquet de Neu. Ulisses es trobava instal·lada a l'Aquarama de Barcelona i hi realitzava espectacles.
L'Ulisses tenia una relació especial amb els seus entrenadors i li va salvar la vida a un d'ells, Albert Larrosa, l'entrenador expert en cetacis de gran mida, Jofre; a més també tenia una relació especial amb els nens amb diversitat funcional.

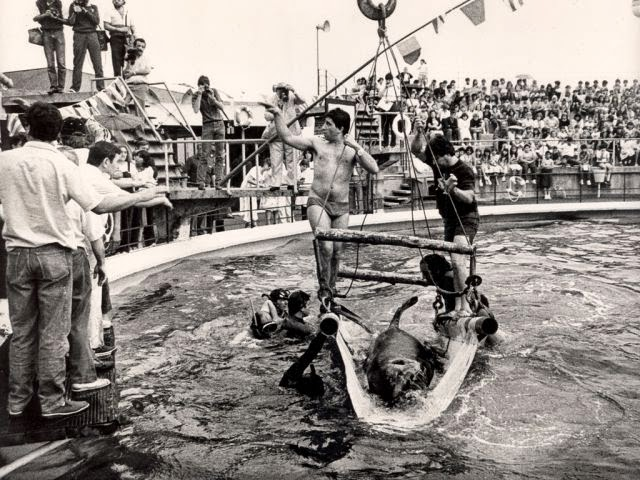
Trasllat de l'Orca Ulisses el 1994

Com que el recinte marí va quedar petit per la mida de l'orca i tenia la necessitat de relacionar-se amb individus de la seva mateixa espècie, l'1 de febrer de 1994 va fer el seu últim espectacle al zoo i va ser traslladat el 9 de febrer amb avió fins al Sea World de San Diego, on tindria unes instal·lacions quatre vegades més grans que les de Barcelona i la companyia d'altres orques.
El 2009 van fer servir el seu semen per inseminar una orca femella que es diu Wikie, que viu a Marineland d'Antíbol, i el 2011 va néixer la seva primera cria, Moanà. El 2014 va tenir una nova cria que es diu Amaya, amb Kalia una altra femella que viu a les mateixes instal·lacions que ell.
Mesura un total de 5,94 m de llarg i pesa 4.200 kg, i a causa de la seva grandària, menja aproximadament 70 kg al dia de peix, depenent de l'època de l'any, però també li agrada menjar grans cubs de gel. Té l'aleta dorsal caiguda parcialment i la cua recargolada. Els seus sobrenoms són Uli, Big Dog i Uli Bear.
El 2015 SeaWorld va suspendre els seus espectacles amb orques després que les visites als seus parcs aquàtics disminuïssin, en gran manera, degut a la repercussió del documental Blackfish. El film denuncia l'ocutació per part de l'empresa SeaWorld del deteriorament físic i psicològic que pateixen les orques que viuen en captivitat i especialment de l'agressivitat que això genera en aquests animals. Només als parcs de SeaWorld s'han produït gairebé un centenar d'incidents entre orques i humans, dos dels quals mortals. L'empresa explica la suspensió dels espectacles perquè «la societat està canviant» i afirma que no ha capturat animals salvatges des de fa prop de 40 anys.